# Ole Bull

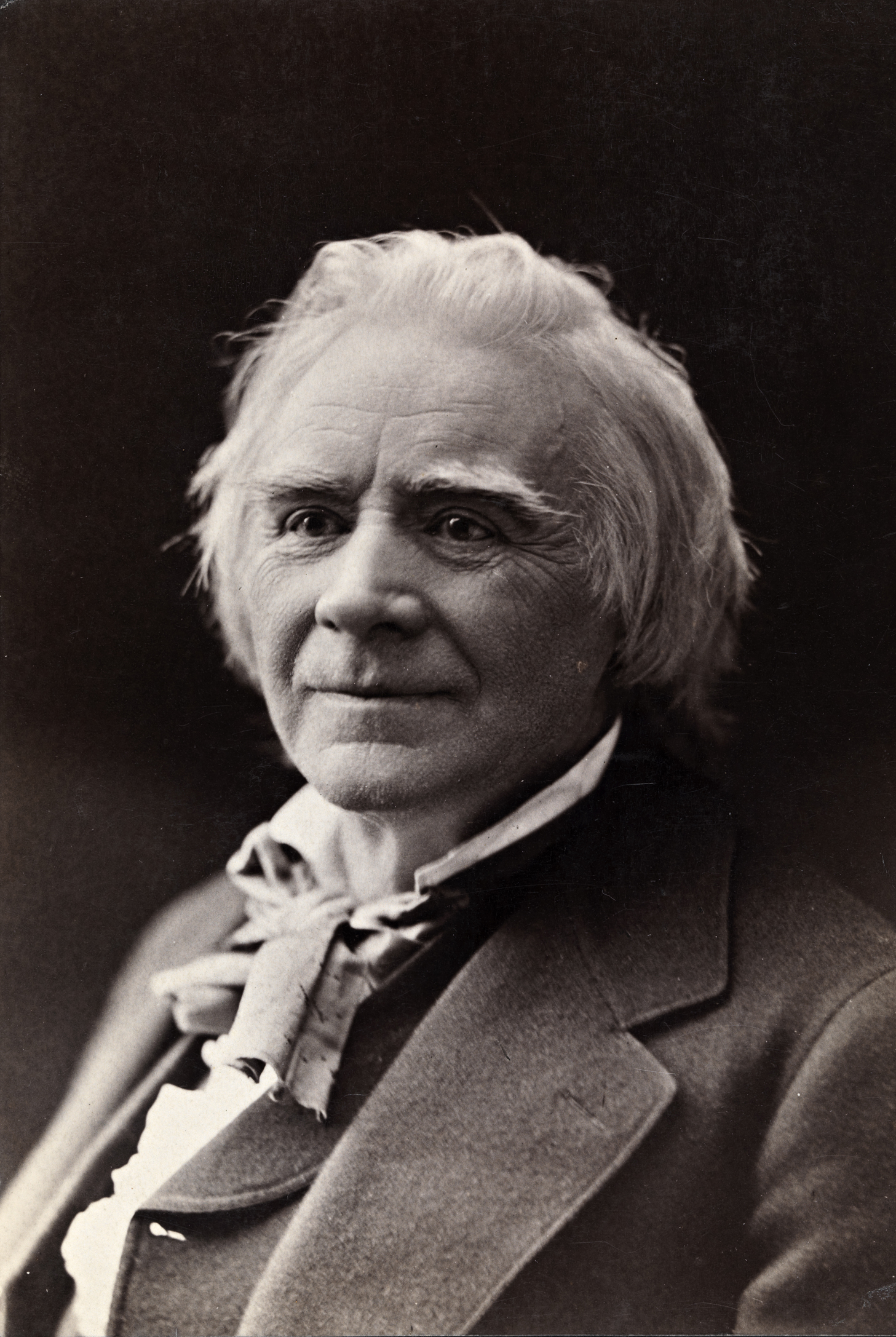
Ole Bull (1810–1880)

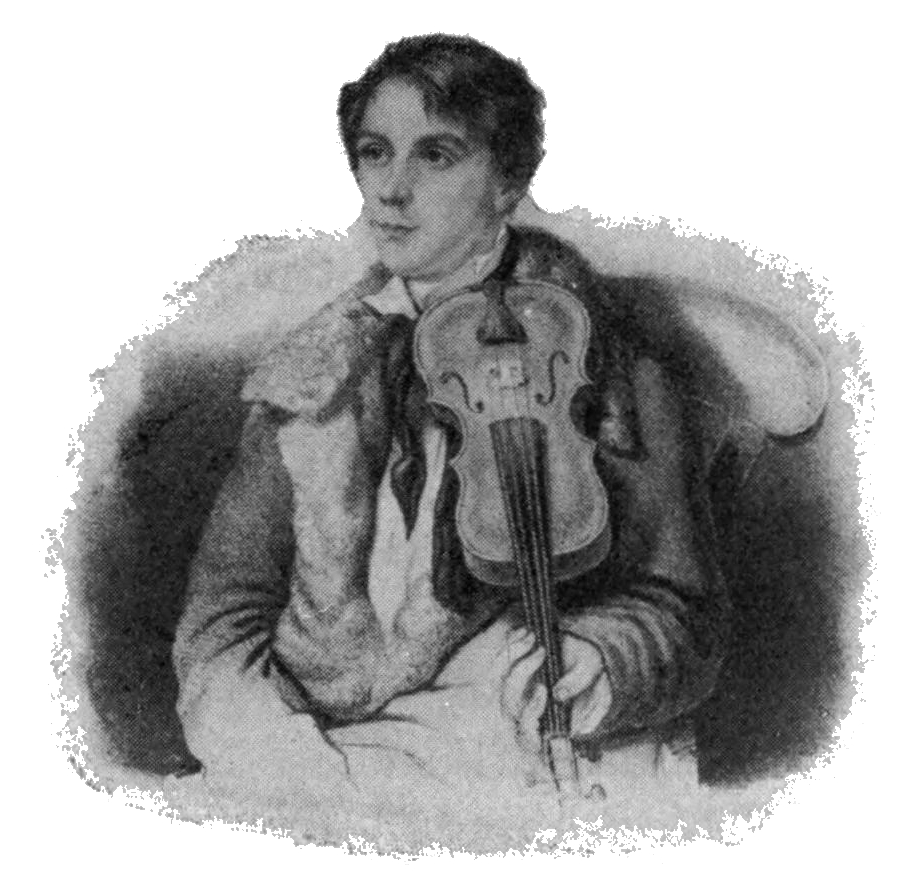
Ole Bull

Ole Bornemann Bull, född 5 februari 1810 i Bergen, död 17 augusti 1880 på Lysøen, var en norsk tonsättare och virtuos violinist, bror till Georg Andreas Bull.

## Allmänt
Ole Bull var en världskänd violinist och säregen världsmedborgare under sin tid. Robert Schumann skrev en gång att Bull var en av de största, på samma plan som Niccolò Paganini i fråga om snabbhet och tonklarhet. Bull var också vän med Franz Liszt och spelade med honom flera gånger.
Bull tonsatte över sjuttio verk, bl.a. Recuerdos de Habana, Et Sæterbesøg, Sætergjentens søndag, I ensomme stunde och Polacca Guerriera. Bull hade sina tonsättningar i huvudet och skrev inte ned alla på papper, varför en hel del av hans verk gått förlorade.
George Sand använde Ole Bull som modell i romanen Malgré tout, och Henrik Ibsen använde flera av Bulls egenskaper i äventyraren Peer Gynt, till exempel när Peer skapar drömlandet Gyntiana.

## Biografi
Ole Bull föddes i Bergen och visade tidigt tecken på musikalitet. Som femåring uppges han ha kunnat på sin violin återge alla sånger hans mor sjungit för honom. Som nittonåring spelade han förstaviolin i Kristianias teaterorkester.
Efter ofullbordade studier vid universitet i Kristiania och Tyskland flyttade han till Paris. Det blev några magra år i den franska huvudstaden, varefter han flyttade genom Schweiz till Italien 1833. I Italien utvecklade han sin spelteknik, vilket ledde till berömmelse och rikedom. Mellan åren 1836 och 1837 gav han hundratals konserter på Brittiska öarna.
Ole Bull levde större delen av sitt liv i den svensk-norska unionen (1814–1905). Under denna tid fanns en stark nationalromantisk rörelse bland norsk kulturelit, där Bull var verksam. Bull stod bakom grundandet av den första norsktalande teatern i Bergen Det Norske Theater år 1850. Fram till dess hade teater i Norge framförts på danska.
Bulls berömmelse sträckte sig världsomspännande och han höll uppskattade konserter i Förenta Staterna. År 1852 köpte han ett markområde i Pennsylvania och grundade där en bosättning kallad New Norway. Bosättningen var uppdelad i fyra kommuner: New Bergen, Oleana, New Norway och Valhalla. I Valhalla hade Bull för avsikt att bygga sig ett träslott. Företaget slutfördes dock aldrig. Idag har området blivit en del av en nationalpark - Ole Bull State Park.
Sommaren 1858 träffade Bull den då femtonårige Edvard Grieg, och sägs ha övertalat Griegs föräldrar att skicka honom till en musikhögskola för att utveckla sin fallenhet.
Åren 1872–1873 uppförde Bull sitt drömslott på Lysøen i Lysefjorden utanför Bergen. Villan ritades efter Bulls föreskrifter. Influenser har hämtats i arabisk, rysk, morisk och norsk byggnadskonst. Ole Bull avled i sitt hem 1880.

## Verk (urval)
- Sæterjentens søndag (Säterjäntans söndag). Sång med text av Jørgen Moe. Ur violinrapsodin Et sæterbesøg.
- Adagio religioso, op. 1
- Nocturne, op. 2
- En moders bøn
- Polacca guerriera
- La mélancholie
- I ensomme stunde, manskvartett
- La Verbena de San Juan